# Дом под юбкой

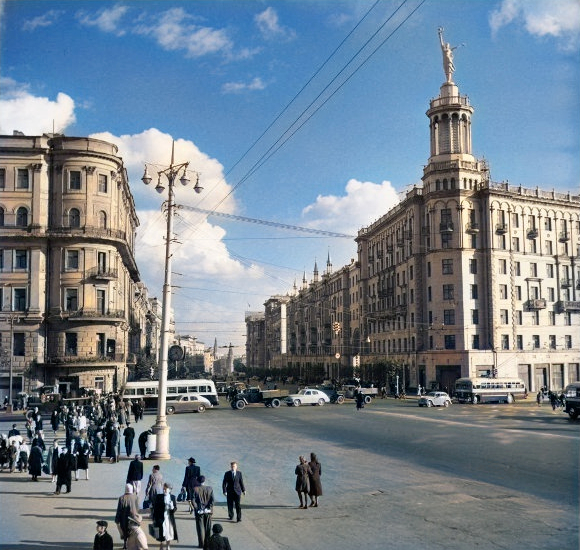
«Дом под юбкой», на улице Горького октябрь 1950 года

«Дом под юбкой» — жилое здание в Москве на углу Тверской улицы и Тверского бульвара, прославившееся среди горожан благодаря ныне утраченному элементу скульптурного оформления — фигуре «балерины» на вершине здания. Одна из доминант архитектурного ансамбля Пушкинской площади. Адрес дома № 17 по Тверской улице и № 28 по Тверскому бульвару.
Памятник архитектуры регионального значения. Здесь в 1941—1961 гг. в квартире 109—110 жил и работал пианист и педагог, профессор А. Б. Гольденвейзер. В этом доме в 1947—1971 гг. жил и работал скульптор С. Т. Коненков (с 1974 года — мемориальный музей-мастерская С. Т. Коненкова).

## Описание
Как и соседнее здание, жилой дом построен в 1940—1944 годах по проекту архитектора А. Г. Мордвинова на месте снесённого в 1934 году храма Димитрия Солунского. По тому же проекту в 1939 году был построен жилой дом на Большой Полянке, 1/2. Крупная проездная арка в доме связывает с Тверской Большой Гнездниковский переулок. До 1958 года на угловой башенке стояла статуя девушки с серпом и молотом (скульптор Г. И. Мотовилов), в связи с чем здание получило обиходное название «дом под юбкой». Существует версия, что моделью статуи послужила балерина Ольга Лепешинская.

## Известные жильцы
В доме жил музыкант А. Б. Гольденвейзер, квартира которого (№ 110) является филиалом музея им. Глинки.
Многие годы в этом доме жил известный авиаконструктор, лауреат Сталинской премии, один из создателей истребителя ЛаГГ-3, М. И. Гудков (1904—1983); в 1950-х—1960-х годах — генерал-лейтенант, Герой Советского Союза Н. Е. Чуваков.
В 1970-е годы в здании работало кафе-мороженое «Север». Здесь же размещался магазин «Армения» Министерства торговли Армянской ССР. В стоявшем ранее на углу с Малым Гнездниковским переулком доме прошли детские и девичьи годы актрисы В. Ф. Комиссаржевской. Здесь же жили оперный певец Л. В. Собинов (в 1909—1913), актёр М. М. Штраух, балетмейстер Т. А. Устинова, русский публицист Е. А. Просвирнин. 
В настоящий момент на 1-м этаже размещается Мемориальный музей-мастерская Конёнкова, который является одним из филиалов петербургского Научно-исследовательского музея Российской Академии художеств. С 1971 по 1993 годы в доме жил драматург и сатирик Григорий Горин, мемориальная доска в честь которого была открыта на доме 14 декабря 2012 года (скульптор Андрей Балашов и архитектор Вячеслав Бухаев).

## Кампания за возврат статуи балерины
В январе 2018 года москвоведами начата кампания за возвращение женской фигуры на здание. Вышло много материалов в блогах, начат сбор подписей. По итогу на конец 2021 года статуя на здании не появилась.

## Происшествия
27 декабря 2021 года с балкона четвёртого этажа дома выбросился публицист Егор Просвирнин, в результате полученных травм скончался на месте.